# 堀直皓
堀 直皓（ほり なおてる、宝暦5年9月7日（1755年10月12日） - 文化11年7月13日（1814年8月17日））は、江戸時代後期の大名。信濃国須坂藩の第9代藩主。信濃須坂堀家9代。筑後国三池藩主・立花長煕の七男。母は第5代藩主・堀直英の娘。正室は細川興晴の娘、継室は黒田直亨の娘。子は堀直興（長男）、堀直格（三男）、娘（立花種善正室）、娘（本庄道貫継室）、娘（渡辺某室）。幼名は信丸。通称は内蔵。初名は立花種幸。官位は従五位下、内蔵頭。宝暦9年（1759年）9月7日生まれともされる。
天明4年（1784年）3月4日、第8代藩主・直郷が嗣子なく死去したため、養子となって跡を継ぐ。同年3月15日、将軍徳川家治に御目見する。同年5月、駿府城加番を命じられる。天明5年12月18日、従五位下・内蔵頭に叙任する。天明8年、服橋御門番を命じられる。寛政元年、大坂加番を命じられる。寛政4年（1792年）10月9日、大番頭に就任する。在任中、二条城在番などを務めた。享和3年（1803年）1月21日、病気を理由に辞職する。文化元年（1804年）3月24日、奏者番に就任する。文化6年11月9日、病気を理由に辞職する。藩政を見ると天明年間に石門心学講舎・教倫舎を、文化年間には藩校・立成館を創立している。
文化10年（1813年）5月24日隠居し、長男の直興に家督を譲る。文化11年（1814年）に没した。

## 系譜
父母
- 立花長煕（実父）
- 堀直英の娘（実母）
- 堀直郷（養父）

正室、継室
- 仲 ー 細川興晴の娘（正室）
- 黒田直亨の娘（継室）

側室
- 芳野

子女
- 立花種善正室、生母は芳野（側室）
- 堀直興（長男）生母は芳野（側室）
- 本庄道貫継室、生母は継室
- 堀直格（三男）生母は継室
- 渡辺某室